# Klingsta en Allsta
Klingsta en Allsta (Zweeds: Klingsta och Allsta) is een tätort in de gemeente Sundsvall in het landschap Medelpad en de provincie Västernorrlands län in Zweden. Het tätort heeft 305 inwoners (2005) en een oppervlakte van 67 hectare. Eigenlijk bestaat het tätort uit twee verschillende plaatsen Klingsta en Allsta, deze twee plaatsen zijn zo goed als aan elkaar vastgegroeid.